# Kazue Komiya
Kazue Komiya (jap. 小宮 和枝 Komiya Kazue; ur. 12 lipca 1952 r. w Tokio) – japońska seiyū i aktorka dubbingowa, związana z Theater Echo.

## Wybrane role głosowe w anime
- Chłopiec ze wsi w Heidi, 1974
- Tobase Shirō w Baseballista, 1977
- Beniffuru w Yattaman (odc. 2), 1977
- Charlotte w Róża Wersalu, 1979
- Cudowna podróż, 1980
- Natsu w Gigi, 1981
- Fujin w W Królestwie Kalendarza, 1981
- Ran w Urusei Yatsura, 1981
- Samieru w Patalliro!, 1982
- Ordy, 1982
- Namiki Mineko w Pojedynek Aniołów, 1984
- Leeds oraz Myutan w Starzan, 1984
- Clip w Guziczek, 1985
- Dagon w Dagon, 1988
- Mama Małej Mi w Muminki, 1990
- Siostra z Gaskonii w Vandread, 2001
- Johanna w Ashita no Nadja, 2003
- Lebi w Fullmetal Alchemist, 2003
- Misae Ikari w Paranoia Agent, 2004
- Tania w Yu-Gi-Oh! GX, 2004
- Kikuko Harada w Glass Mask, 2005
- Hadēnya w Yes! Pretty Cure 5, 2007
- Kushimatsu w Otome Yōkai Zakuro, 2010

## Japoński dubbing w filmach
- Maggie McKeown w Pirania, 1978
- Jo Reynolds w Melrose Place, 1992
- Pegg w Goofy i inni, 1992
- Kira Nerys w Star Trek: Stacja kosmiczna, 1993
- Kerry Weaver w Ostry dyżur, 1994
- Connie Kowalski w Szklana pułapka 3. 1995
- Abby O’Neil w Dharma i Greg, 1997
- Olive Massery w Sekrety Weroniki, 1997
- Stith w Titan – Nowa Ziemia, 2000
- Sherry Palmer w 24 godziny, 2001
- Lydia Lynch w Azyl, 2002
- Panna Vanderslyce w Cory w Białym Domu, 2007
- Martha Huber w Gotowe na wszystko, 2007
- Dolores Umbridge w:
  - Harry Potter i Zakon Feniksa, 2007
  - Harry Potter i Insygnia Śmierci cz. I, 2010